# Mesa del Entreacto
La Mesa del Entreacto es una construcción arquitectónica situada en la Ciudad Abierta, fue realizada en 1996. Es una mesa de hormigón de gran tamaño, ubicada entre otras dos construcciones cercanes, de allí surge parte de su nombre. En el proceso de construcción, primero se trazó en el suelo un borde cuadrado de 17 por 17 m, alcanzando una superficie aproximada de 289 m². Dicha superficie fue cubierta de ladrillos como pavimento, y sobre ese suelo, se construyó la mesa, cuyas dimensiones son 11 x 11 m, dando como superficie 121 m². Posteriormente, se la dotó de una estructura, que proyecta una sombra sobre la mesa.